# 몰 플랜더스
몰 플랜더스(Moll Flanders)는 아일랜드에서 제작된 펜 덴샴 감독의 1996년 드라마 영화이다. 로빈 라이트 등이 주연으로 출연하였고 펜 덴샴 등이 제작에 참여하였다.

## 출연

### 주연
- 로빈 라이트
- 모건 프리먼
- 스톡카드 채닝

### 조연
- 존 린치

## 제작진
- 원작자: 대니얼 디포
- 공동제작: 팀 하버트
- 미술: 캐롤라인 하나냐
- 의상: 콘소라타 보일
- 배역: 로스 허바드
- 배역: 존 허바드